# Melissa Hortman
Melissa Anne Hortman (de soltera Haluptzok; Fridley, Minnesota; 27 de mayo de 1970-Brooklyn Park, Minnesota; 14 de junio de 2025) fue una abogada y política demócrata-agrario-laborista estadounidense del condado de Hennepin, Minnesota. Representó a las partes del norte del área metropolitana de Twin Cities en la Cámara de Representantes de Minnesota desde 2005 hasta su asesinato en 2025, desempeñándose como líder de la minoría de la Cámara estatal de 2017 a 2019 y como la 61.ª presidenta de la Cámara de Representantes de Minnesota de 2019 a 2025.

## Biografía
Nació en Fridley, Minnesota. Creció en Spring Lake Park y Andover, y se interesó en ser política a los diez años, mientras veía la cobertura de las elecciones presidenciales de 1980.  Se graduó de Blaine High School en Blaine, Minnesota, en 1988.

## Trayectoria política
Trabajó como pasante en el Senado de los Estados Unidos para Al Gore y John Kerry y fue secretaria del juez John Sommerville mientras estudiaba derecho. Trabajó en la Comisión de Relaciones Humanas de Brooklyn Park City y trabajó como fiscal adjunta del condado de Hennepin. Obtuvo atención pública por primera vez en 1997 como abogada en un caso de discriminación en materia de vivienda por parte de propietarios; ganó una indemnización civil de 490 181 USD para su cliente, que fue «la indemnización más grande de ese tipo en la historia del estado en ese momento».
Fue elegida para la Cámara de Representantes de Minnesota en 2004, derrotando a la republicana en el cargo Stephanie Olsen, y fue reelegida cada dos años desde entonces hasta su muerte. Su primera participación fue sin éxito en 1998 y nuevamente en 2002.

## Asesinato
El 14 de junio de 2025, Hortman y su esposo fueron asesinados a tiros en su casa por un sospechoso que se hizo pasar por un oficial de policía. Otro legislador, John Hoffman, y su esposa también recibieron disparos en un incidente relacionado. El gobernador de Minnesota, Tim Walz, dijo que el tiroteo parecía ser un asesinato por motivos políticos.